# Willem ten Rhijne
Willem ten Rhijne (Deventer, 2 januari 1649 — Batavia, 1 juni 1700) was een Nederlands arts, botanicus en farmacoloog in dienst van de Vereenigde Oost-Indische Compagnie. Hij schreef de eerste gedetailleerde Europese verhandeling over acupunctuur (1683), studies over thee en de kamferboom, over artritis en over lepra in Azië.
Ten Rhijne was de zoon van Anna Peters en Israel ten Rijne. Hij ving zijn studies aan op het Athenaeum Illustre van Deventer en studeerde enkele jaren aan de Hogeschool van Franeker voor hij naar Leiden trok om in 1669 bij Franciscus de le Boë Sylvius te promoveren. In februari 1673 trad hij in dienst van de VOC. Met het VOC-schip Ternate vertrok in juni 1673 van Texel. Tijdens zijn oponthoud van twee weken in de Kaapkolonie bestudeerde hij er inheemse planten. In 1686 publiceerde hij over Kaap de Goede Hoop en haar bewoners, de Khoikhoi, toen Hottentotten genoemd, tijdens  de eerste jaren van de Nederlandse nederzetting aldaar.
In Batavia hield hij zich enige tijd bezig met het geven van anatomielessen aan chirurgijnen. Hij maakte er kennis met dominee Hermann Buschoff, die de Chinese geneeskunde moxibustie had bestudeerd. Vanuit het Japanse Deshima was het verzoek gekomen gekwalificeerde medicus te zenden, in plaats van de tot dan toe gebruikelijke chirurgijn. In 1674 vertrok hij daarheen en verbleef er waarschijnlijk twee jaar. Ten Rhijne kreeg er een handboek over acupunctuur in handen, dat hij met behulp van Japanse tolken bestudeerde.
Terug in Batavia werd hij aangesteld als regent van de leprakolonie op het eiland Purmerend. Vanaf 1679 werkte hij enige tijd op de westkust van Sumatra. In 1681 werd hij voorlopig lid van de Raad van Justitie te Batavia, ook werd hij visitateur over onderzoekingen naar de ziekte lepra. In 1687 verscheen te Amsterdam zijn verhandeling over meelaatsheid (lepra) in Azië. Vanaf 1684 was Ten Rhijne curator van het gymnasium van Batavia. Hij was niet van onbesproken gedrag, aanmerkingen van sommigen betroffen onder meer veelvuldige dronkenschap. Tot zijn dood in 1700 bleef hij echter zijn maatschappelijke posities behouden. 

## Bekendste werken
- Schediasma de Promontorio Bonae Spei, ejusque tractus incolis Hottentottis, verzorgd en met aantekeningen voorzien door Dr. Henri Screta, verschenen te Schaffhausen in 1686. Het werd als An Account of the Cape of Good Hope and the Hottentotes, the Natives of that Country, in 1704 uitgegeven in het Engels
- Dissertatio de arthritide, Mantissa schematica de acupunctura, Orationes tres de chymiae et botanicae antiquitate et dignitate, de physiognomia et de monstris, uitgegeven te Londen en 's Gravenhage in 1683 en te Leipzig in 1690
- Verhandelinge van de Asiatise melaatsheid, na een naaukeuriger ondersoek, ten dienste van het gemeen, opgesteld door Wilhem ten Rhyne, M.D. op Batavia, 1687

## Trivia
In Deventer is een straatje achter het gebouw van de School voor Tropische Landbouw naar Ten Rhijne genoemd, de W. ten Rijnestraat.
- Bibliothèque nationale de France: cb159662835 (data)
- Biografisch Portaal: 47132893
- Gemeinsame Normdatei: 11860015X
- International Standard Name Identifier: 0000 0000 8077 7039
- Library of Congress Control Number: n86817897
- Nationale Bibliotheek van Tsjechië: nlk20010097188
- Nationale Bibliotheek van Israël: 987007272599305171
- Nederlandse Thesaurus van Auteursnamen: 070268428
- Système universitaire de documentation: 074020919
- Trove: 957082
- Virtual International Authority File: 69722267
- WorldCat: E39PBJhdcjGy9yYX3PP3RFmrv3